# Какарікі золотавий
Какарікі золотавий (Cyanoramphus hochstetteri) — вид папугоподібних птахів родини Psittaculidae. Поширений на островах Антиподів, що лежать за 860 кілометрів на південний захід від Нової Зеландії.

## Назва
Натураліст Андреас Райшек зібрав зразки папуг у 1888 році та назвав їх Platycercus hochstetteri на честь сина свого друга, австрійського геолога Фердинанда фон Гохштеттера, який проводив геологічне дослідження Нової Зеландії.

## Спосіб життя
Папуга харчується квітами осоки, листям, насінням, ягодами та безхребетними, такими як личинки мух, яких він знаходить у гуано колоній пінгвінів. Їсть також трупи буревісників і альбатросів.